# Linea di successione al trono del Brunei

Lo stemma della monarchia bruneiana

La linea di successione al trono del Brunei segue il criterio della legge salica.
La successione al trono del Brunei avviene in linea di primogenitura diretta maschile fra i legittimi discendenti di Hashim Jalilul Alam Aqamaddin. 
Fino al XX secolo poteva essere richiesta dal possessore del Kris Si Naga, il pugnale damascato simbolo del potere. Ultimo a farlo fu Saifuddien III. 
I figli delle mogli di sangue reale hanno precedenza sui figli delle mogli di origini comuni.

## Linea di successione
La linea di successione al trono del Brunei è la seguente:
- Sua maestà sultano Omar Ali Saifuddien III (1914-1986)
  -  Sua maestà sultano Hassanal Bolkiah, nato nel 1946, primo figlio del sultano Omar Ali Saifuddien III e attuale sovrano del Brunei
    - 1. Sua altezza reale il principe ereditario Al-Muhtadee Billah, nato nel 1974, primo figlio del sultano con la prima moglie
      - 2. Sua altezza reale il principe Abdul Muntaqim, nato nel 2007, primo figlio del principe ereditario
      - 3. Sua altezza reale il principe Muhammad Aiman, nato nel 2016, secondo figlio del principe ereditario

    - 4. Sua altezza reale il principe 'Abdu'l Malik, nato nel 1983, secondo figlio del sultano con la prima moglie
    - 5. Sua altezza reale il principe 'Abdu'l Mateen, nato nel 1991, secondo figlio del sultano con la seconda moglie
    - 6. Sua altezza reale il principe Anak 'Abdu'l Waqil, nato nel 2006, primo figlio del sultano con la terza moglie

  - 7. Sua altezza reale il principe Haji Muhammad Bolkiah, nato nel 1947, secondo figlio di Omar Ali Saifuddien III e fratello del sultano Hassanal Bolkiah
    - 8. Sua eccellenza il principe 'Abdu'l Qawi, nato nel 1974, primo figlio del principe Muhammad Bolkiah
      - 9. Sua eccellenza il principe Abdul Muhaimin, nato nel 2022, figlio di 'Abdu'l Qawi e nipote di Muhammad Bolkiah

    - 10. Sua eccellenza il principe 'Abdu'l Fattah, nato nel 1982, secondo figlio del principe Muhammad Bolkiah
    - 11. Sua eccellenza il principe 'Abdu'l Mu'min, nato nel 1983, terzo figlio del principe Muhammad Bolkiah
    - 12. Sua eccellenza il principe Omar 'Ali, nato nel 1986, quarto figlio del principe Muhammad Bolkiah
    - 13. Sua eccellenza il principe  'Abdu'l Muqtadir, quinto figlio del principe Muhammad Bolkiah

  - 14. Sua altezza reale il principe Haji Sufri Bolkiah, nato nel 1951, terzo figlio di Omar Ali Saifuddien III e fratello del sultano Hassanal Bolkiah
    - 15. Sua eccellenza il principe Muhammad Safiz, nato nel 1974, figlio del principe Sufri Bolkiah
    - 16. Sua eccellenza il principe 'Abdu'l Khaliq, figlio del principe Sufri Bolkiah
    - 17. Sua eccellenza il principe 'Abdu'l Alim, figlio del principe Sufri Bolkiah

  - 18. Sua altezza reale il principe Haji Jefri Bolkiah, nato nel 1954, quarto figlio di Omar Ali Saifuddien III e fratello del sultano Hassanal Bolkiah
    - 19. Sua eccellenza il principe Haji 'Abdu'l Hakim, nato nel 1973, figlio del principe Jefri Bolkiah
      - 20. Sua eccellenza il principe Abdul Halim Ar-Rahman, figlio di 'Abdu'l Hakim, nipote di Jefri Bolkiah

    - 21. Sua eccellenza il principe Muda Bahar, nato nel 1981, figlio del principe Jefri Bolkiah
    - 22. Sua eccellenza il principe Hasan Kiko, nato nel 1995, figlio del principe Jefri Bolkiah
    - 23. Sua eccellenza il principe Faiq, nato nel 1998, figlio del principe Jefri Bolkiah

Legenda:
- : simbolo di un sovrano precedente.
- : simbolo del sovrano regnante.